# Stelis punctulatissima
Stelis punctulatissima là một loài ong trong họ Megachilidae. Loài này được Kirby miêu tả khoa học đầu tiên năm 1802.